# Silvestro Palma
Silvestro Palma (Barano d'Ischia, 15 de marzo de 1754-Nápoles, 8 de agosto de 1834) fue un compositor italiano, miembro de la escuela napolitana de ópera. 

## Biografía
Estudió en el Conservatorio di Santa Maria di Loreto de Nápoles, así como con Giovanni Paisiello. Destacó en el género de la ópera bufa, con éxitos como La finta matta (1789), La pietra simpatica (1795), L'erede senza eredità (1808) e Il geloso di se stesso (1814). El nacimiento de la ópera romántica y el creciente éxito de Rossini relegó su obra en el favor del público.

### Óperas
- La finta matta (1789)
- Gli amanti della dote (1791)
- Le nozze in villa (1792)
- Chi mal fa, mal aspetti, ovvero Lo scroccatore mascherato (1792)
- L'ingaggiatore di campagna (1792)
- La pietra simpatica (1795)
- Gli amanti ridicoli (1797)
- Il pallone aerostatico (1802)
- Le seguaci di Diana (1805)
- L'erede senza eredità (1808)
- Lo scavamento (1810)
- I furbi amanti (1810)
- Il palazzo delle fate (1812)
- I vampiri (1812)
- Le minire di Polonia (1813)
- Il geloso di se stesso (1814)